# Waratyck
Waratyck (biał. Вартыцк, Wartyck; ros. Вартыцк, Wartyck) – wieś na Białorusi, w obwodzie brzeskim, w rejonie janowskim, w sielsowiecie Opol.

## Historia
W XIX i w początkach XX w. położony był w Rosji, w guberni grodzieńskiej, w powiecie kobryńskim, w gminie Drużyłowicze.
W dwudziestoleciu międzywojennym leżał w Polsce, w województwie poleskim, w powiecie drohickim, do 12 kwietnia 1928 w gminie Drużyłowicze, następnie w gminie Bezdzież. W 1921 wieś liczyła 496 mieszkańców, zamieszkałych w 86 budynkach, w tym 475 Białorusinów i 21 Żydów. 475 mieszkańców było wyznania prawosławnego i 21 mojżeszowego.
Po II wojnie światowej w granicach Związku Sowieckiego. Od 1991 w niepodległej Białorusi.